# Felestads kyrka
Felestads kyrka är en kyrkobyggnad i  Felestad i södra Svalöv i Lunds stift. Den är församlingskyrka i Svalövsbygdens församling.

## Kyrkobyggnaden
Kyrkan byggdes i romansk stil av tegel runt år 1200. Koret är smalt och har en absid. På 1870-talet byggdes kyrkan om efter Carl Georg Brunius ritningar. Då, 1871, tillkom tornet med trappgavlar. I kyrkan finns senmedeltida kalkmålningar. Väster om kyrkporten står två gamla gravstenar från 1600-talet.

## Inventarier
Kyrkans äldsta inventarie är dess dopfunt av palmettyp som tros vara lika gammal som kyrkan. Det profana dopfatet av mässing tillverkades på 1500-talet.
Predikstolen dateras till 1601. Den kom till kyrkan 1750 efter att ha köpts från Skårby kyrka som hade en predikstol över. Predikstolen var ursprungligen en gåva från släkten Brahe, varför det finns berättelser om släkten på stolen.

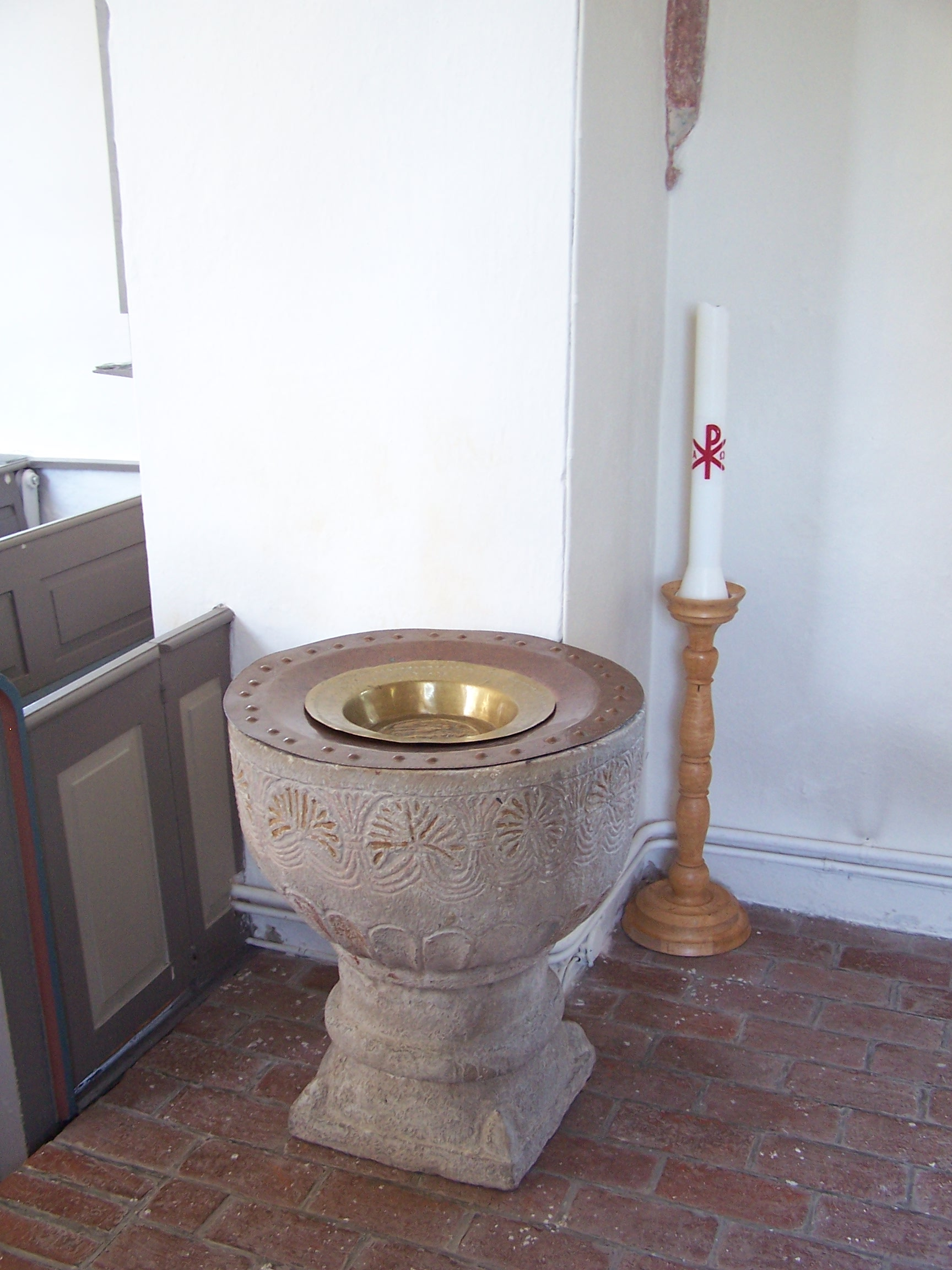
Dopfunten.
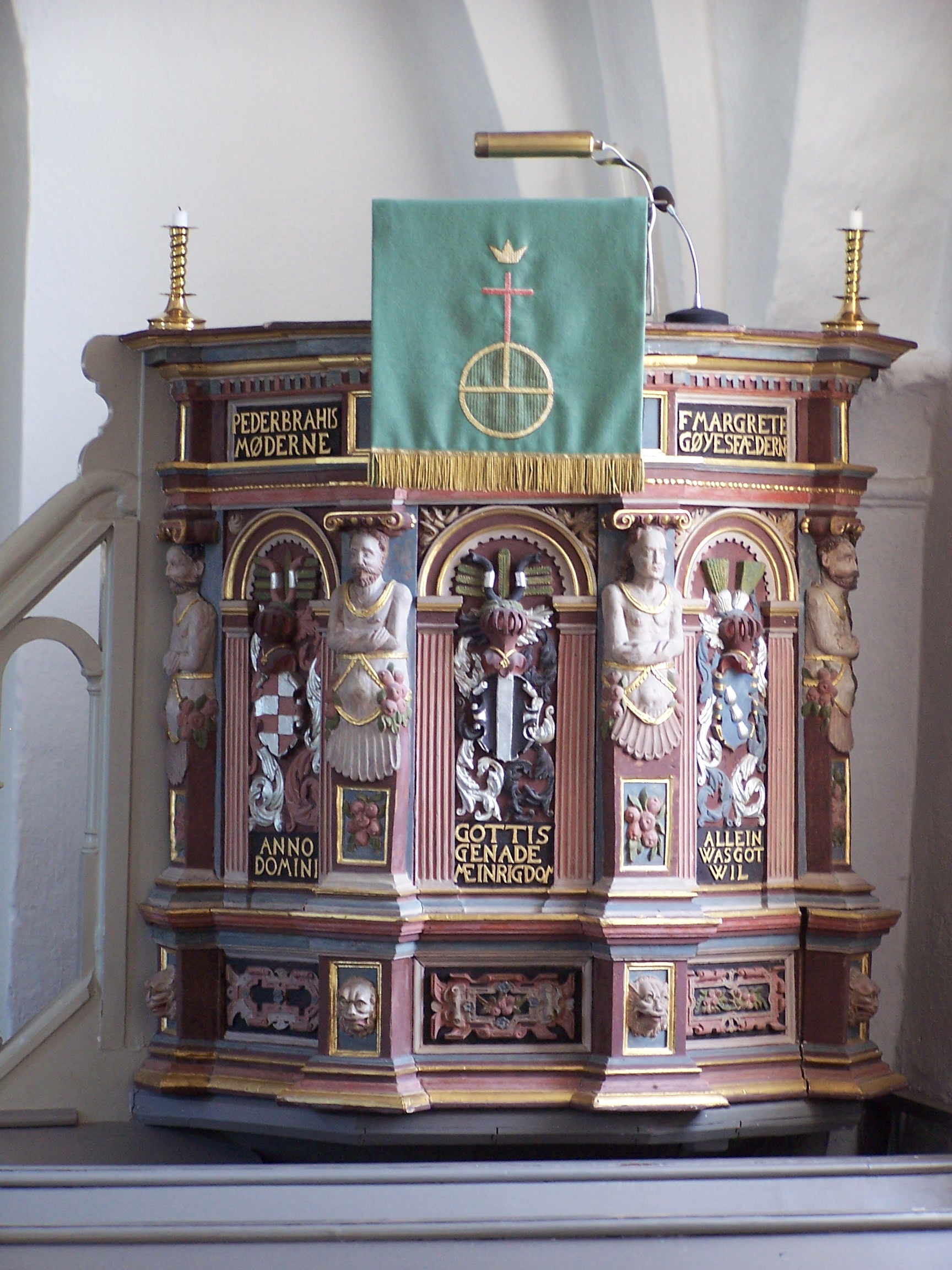
Predikstolen.

### Orgel
- Tidigare användes ett harmonium i kyrkan.
- Kyrkans första piporgel byggdes 1961 av Frede Aagaard. Den renoverades 1973 av J. Künkels Orgelverkstad AB, Lund.
- Den nuvarande orgeln byggdes 2023 av Flentrop, Nederländerna.

| Man I. Huvudverk C-g1 | Man II. Positiv C-g3 | Pedal C-f1                 | Koppel |
| --------------------- | -------------------- | -------------------------- | ------ |
| Borduna 16'           | Principal 8'         | Subbas 16' (transmitterad) | II/I   |
| Traversflöjt 8'       | Rörflöjt 8'          | Octava 8 (transmitterad)   | I/II   |
| Violoncell 8'         | Gemshorn 4'          | Octava 4' (transmitterad)  | II/P   |
| Coppel 8'             | Nasat 2 2/3'         | Fagott 16' (transmitterad) | I/P    |
| Rörflöjt 4'           | Waldflöjt 2'         | Trumpet 8' (transmitterad) |        |
| Salicet 4'            | Ters 1 3/5'          |                            |        |
| Mixtur III            | Harfenregal 8'       |                            |        |
| Dulcian 16'           | Tremulant            |                            |        |
| Trumpet 8'            |                      |                            |        |